# Cândido de Figueiredo
Cândido de Figueiredo (Lobão da Beira, 19 september 1846 - Lissabon, 26 september 1925) was een Portugees schrijver, lexicograaf en jurist.
Figueiredo is het meest bekend voor het Portugees woordenboek Novo Dicionário da Língua Portuguesa, uitgebracht in 1899, dat 25 herdrukken beleefde tot 1996. Hij was ook een invloedrijke figuur in literaire kringen, medeoprichter van de Sociedade de Geografia de Lisboa en een prominent lid van de Academia Brasileira de Letras. Hij overleed in 1925 in Lissabon.